# Papilio hesperus
Papilio hesperus is een vlinder uit de familie van de pages (Papilionidae).
De wetenschappelijke naam van de soort is voor het eerst gepubliceerd in 1843 door John Obadiah Westwood. Deze naam is ingeburgerd voor deze soort maar technisch een later homoniem van Papilio hesperus Fabricius, 1793, een synoniem van Papilio daedalus Fabricius, 1775 (= Hamanumida daedalus (Fabricius, 1775); Nymphalidae). Omdat de naam van Fabricius prioriteit heeft, is deze niet beschikbaar voor dit taxon, tenzij de International Commission on Zoological Nomenclature besluit de naam van Fabricius de prioriteit te ontnemen. Een formeel verzoek daartoe werd in 2011 gedaan door Torben Larsen et al. (Case 3503; Bulletin of Zoological Nomenclature 68(3): 190-196). Het alternatief is om deze naam te vervangen door het eerst beschikbare synoniem calabaricus (gebaseerd op Papilio horribilis var. calabaricus Distant, 1879).

## Kenmerken
De zwarte vleugels vertonen vlekken die in kleur kunnen variëren van felgeel met oranje tot lichtgeel. De spanwijdte bedraagt ongeveer 10 tot 12,5 cm.

## Verspreiding en leefgebied
Deze vlindersoort komt voor in Ivoorkust, Ghana, Togo, Benin, Nigeria, Kameroen, Soedan, Congo-Brazzaville, Congo-Kinshasa, Oeganda, Tanzania en Zambia in laaglandbossen.